# Eupithecia adjemica
Eupithecia adjemica là một loài bướm đêm trong họ Geometridae.